# Fabian Törner
Fabian Laurentii Törner, född 21 september 1666 i Skänninge, död 31 augusti 1731 i Uppsala, var en svensk forskare och professor vid Uppsala universitet.
Han var bror till Johan Törner (1672–1728).

## Biografi
Fabian Törner var son till rådmannen Lars Törner i Skänninge (son till Anders Törnesson, borgare i Skänninge) och Elin Bothelia, dotter till riksdagsmannen Tore Andersson i samma stad. Det var Lars Andersson som antog släktnamnet Törner.
Törner blev student vid Uppsala universitet 1684, promoverades till filosofie magister 1694, blev adjunkt vid universitetets filosofiska fakultet och innehade från 1704 tre olika professurer efter varandra, den sista i teoretisk filosofi från 1717.
Törner var känd som latinsk vältalare och gav ut minnestal över Carl Lundius, Petrus Christierni Christiernin, Carl Piper och Petrus Elvius samt i övrigt inte mindre än 213 akademiska avhandlingar i olika ämnen. Han företrädde åsikten att Gamla Uppsala legat på nuvarande Uppsalas plats, och framställde sin mening i Samtal mellan tvenne studenter Rufus och Crassus om G:la Uppsalatemplets verkliga läge.